# Мочениго, Альвизе II
Альвизе II Мочениго (итал. Alvise II Mocenigo; 3 января 1628, Венеция, Венецианская республика — 6 мая 1709, там же) — 110-й дож Венеции (с 17 июля 1700 года до смерти).

## Биография
Альвизе происходил из самой богатой семьи Венеции того времени — Мочениго, возвысившейся за счёт торговли фруктами с Востоком, — и был сыном Альвизе Мочениго и Адрианы Гримани. С детских лет его окружали роскошь и достаток.
Политическую карьеру он начал в качестве герцогского советника, подеста Падуи (1684—1686) и администратора Мореи.

### Дож
17 июля 1700 года 72-летний Мочениго был избран дожем Венецианской республики. На голосовании он получил 40 голосов из 41, чему, вероятно, способствовали интриги и подкуп. Своё избрание новый дож ознаменовал роскошными празднествами.
В течение срока его полномочий в Венеции не произошло значимых политических событий. Вообще, Альвизе считал вопросы религии гораздо более важными, чем политика, которая его не интересовала. Возможно, поэтому, когда в 1701 году разразилась война за испанское наследство, Венеция не приняла в ней участие и на протяжении всей войны сохраняла нейтралитет.
Здоровье престарелого дожа стало стремительно ухудшаться в течение холодной зимы 1708—1709 (даже воды в каналах покрылись коркой льда, чего раньше никогда не происходило). 6 марта 1709 года Альвизе Мочениго скончался. Перед смертью он ещё раз продемонстрировал окружающим глубину своего религиозного чувства, выбрав для этого способ, который у современников вызывал саркастическую усмешку: оставил монастырю Сан-Стае целое состояние для того, чтобы в течение последующих 1000 лет было отслужено четыре тысячи месс в его память.